# Liste der brasilianischen Botschafter in Burkina Faso
Die Botschaft befindet sich in Ouagadougou.
| Ernannt       | Name                                  | Bemerkungen | Mensagem Senado Federal | im Senat des Nationalkongress vorgestellt am | ernannt von               | akkreditiert während der Regierung von | Posten verlassen |
| ------------- | ------------------------------------- | --- | ----------------------- | -------------------------------------------- | ------------------------- | -------------------------------------- | ---------------- |
| 3. Dez. 1996  | Luiz Brun de Almeida e Souza          | Amtssitz in Abidjan seit 10/03/1995                                                                                           | MSF 206 de 1996         | 30. Okt. 1996                                | Fernando Henrique Cardoso | Kadré Désiré Ouédraogo                 |                  |
| 5. Juli 2000  | Paulo Américo Veiga Wolowski          | Amtssitz in Accra | MSF 98 de 2000          | 14. Juni 2000                                | Fernando Henrique Cardoso | Kadré Désiré Ouédraogo                 |                  |
| 23. Dez. 2005 | Luiz Fernando de Andrade Serra        | Amtssitz in Accra, seit 25. August 2011: Botschafter in Singapur                                                              | MSF 275 de 2005         | 14. Dez. 2005                                | Luiz Inácio Lula da Silva | Paramanga Ernest Yonli                 |                  |
| 18. Juli 2008 | Santiago Luis Bento Fernández Alcázar | (* 19. März 1951 in Funchal) Sohn von Teresa Pena de Alcázar und Manuel Maria Fenández, seit 8. Mai 2013: Botschafter in Baku | MSF 85 de 2008          | 8. Juli 2008                                 | Luiz Inácio Lula da Silva | Tertius Zongo                          |                  |